# Jardim botânico de Mérida
O Jardim Botânico de Mérida é uma instituição da Universidade de los Andes com funções didácticas e científicas. E' ubicado na cidade de Mérida em Venezuela.
Foi fundada em 1991 a partir da Universidade de los Andes para a conservação da fauna e flora e para a investigação. O público foi aberto em 8 de dezembro de 2002.
Ocupa uma área de 44 hectares, dada pela mesma universidade para o seu desenvolvimento e foi dividida em zonas, dependendo do tipo de flora existe localmente.
Grande parte da área é ocupada uma nativa de pinheiros. Ele está localizado na parte norte da cidade de Mérida, entre os rios Albarregas e Mucujún.
A maior coleção de jardim é composto de bromélias, presente em mais de 100 espécies e 600 indivíduos: ele representa a maior coleção de Bromélias da Venezuela e da América do Sul.